# Crambe hispanica subsp. abyssinica
Crambe hispanica subsp. abyssinica o Crambe abyssinica es una subespecie oleaginosa perteneciente a la familia Brassicaceae. Es nativa de la zona del Mediterráneo. 
De acuerdo con la Variante Manual de Cultivos de Campo, se utiliza como lubricante, un inhibidor de la corrosión, y como ingrediente en la fabricación de caucho sintético.

## Taxonomía
Crambe hispanica subsp. abyssinica fue descrita por (Hochst. ex R.E.Fr.) Prina y publicado en Botanical Journal of the Linnean Society 133: 517. 2000.
Etimología
Crambe: nombre genérico que deriva  del latín crambe, y del griego κράμβη , "una especie de col".
hispanica: epíteto geográfico que alude a su localización en Hispania.
abyssinica: epíteto geográfico que alude a su localización en Abisinia.
sinonimia
- Crambe abyssinica Hochst. ex R.E.Fr.
- Crambe abyssinica var. meyeri O.E.Schulz
- Crambe hispanica var. meyeri (O.E.Schulz) Prina	[3]